# Gebrauchskoordinaten
Als Gebrauchskoordinaten bezeichnet das deutsche und österreichische Vermessungswesen jenes System der Gauß-Krüger-Koordinaten, in dem für den allgemeinen Gebrauch die Positionen aller Vermessungs- und Grenzpunkte angegeben werden.
Aus praktischen Gründen hat das System nicht die höchste Genauigkeitsstufe der Landesvermessung, weil andernfalls bei jeder Überarbeitung des Triangulations- bzw. Vermessungsnetzes viele Millionen Grenzpunkte verändert werden müssten.
Sein Status entspricht in etwa jenem der 1960er- oder 1970er-Jahre, als das zugrundeliegende Netz erster Ordnung zwar noch nicht in einem Guss berechnet werden konnte, seine Ausgleichung jedoch bereits mathematisch streng erfolgte. Vorher mussten die einzelnen Teile (Landesblöcke oder größere Operate) noch genähert zusammengefügt werden (Anfelderung), weil die Rechenmethoden bzw. Computerkapazitäten für ausgedehnte Netze noch nicht ausreichten.
Durchschnittlich hat das Netz der Gebrauchskoordinaten eine Genauigkeit von etwa 10−5, was 1 cm auf 1 km Distanz entspricht. Die Nachbarschaftsgenauigkeit kann jedoch unterschiedlich sein, wo verschiedene Operate aneinandergrenzen: im Grenzkataster des städtischen Bereichs sind es maximal einige Zentimeter, im ländlichen Bereich und im Gebirge manchmal etwas mehr.
Demgegenüber hat das in der Wissenschaft verwendete Netz erster Ordnung (in Deutschland  Hauptdreiecksnetz) eine wesentlich höhere Genauigkeit, die mit etwa 10−6 oder besser veranschlagt werden kann. Seine Punkte (TP), deren Distanz durchschnittlich 30 km beträgt, sind mit modernsten Methoden bestimmt und werden mittels Satellitengeodäsie kontrolliert. Wegen regionaler Erdkrustenbewegungen können langsame Verschiebungen auftreten (Millimeter pro Jahr), die jedoch im Gebrauchsnetz keine Rolle spielen. In Europa wurden die einzelnen Landesvermessungen seit 1950 zu internationalen Netzen 1. Ordnung zusammengeschlossen (Europanetz ED50, ED79 und ETRF), was die Genauigkeit noch weiter steigert.